# Inchmahome Priory

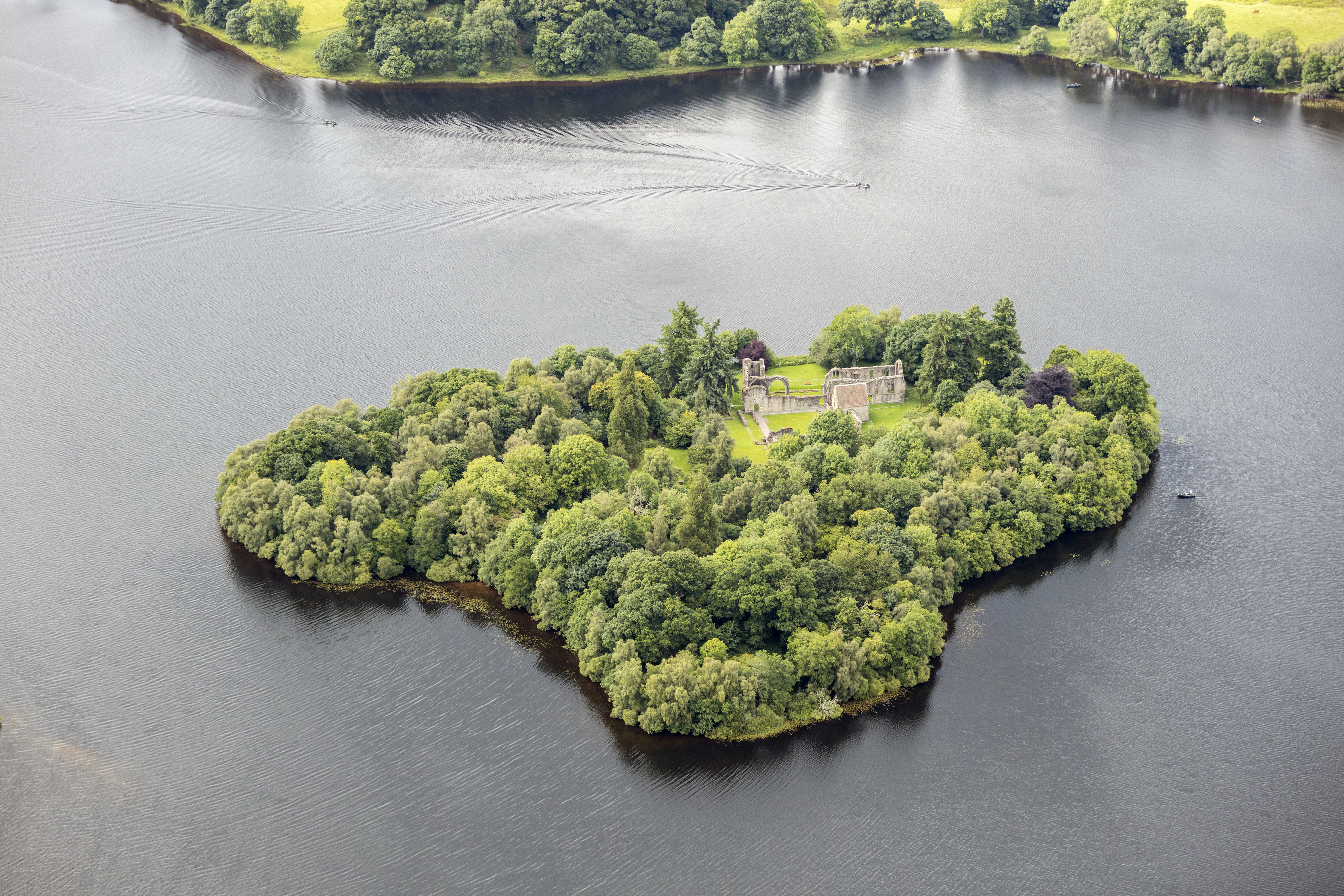
Inchmahome Priory

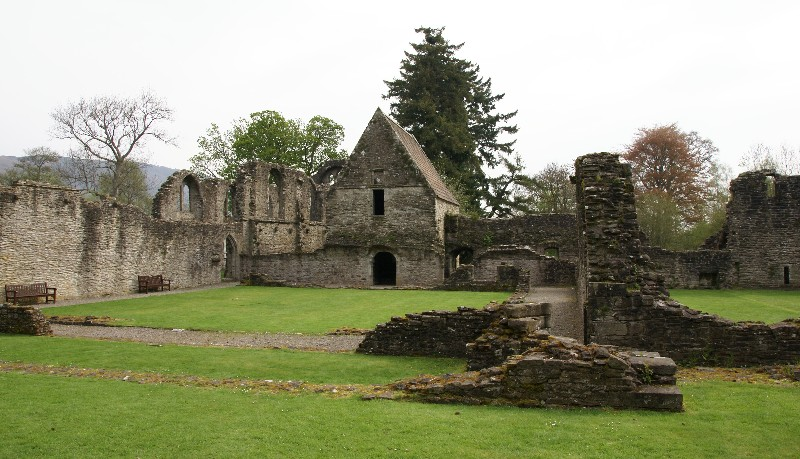
Inchmahome Priory

Inchmahome Priory sind die Ruinen eines ehemaligen Augustinerklosters. Sie liegen auf der Insel gleichen Namens im Lake of Menteith in der Nähe von Aberfoyle, Stirling in Schottland. Der Name „Inchmahome“ stammt vom gälischen Innis MoCholmaig ab, wobei Innis für Insel steht und MoCholmaig auf den Heiligen Colmaig hinweist.

## Geschichte
In den Dokumenten des Bistums von Dunblane ist bereits für das Jahr 1210 der Beleg für einen Pfarrer auf der insula Macholem zu finden.
Im Jahr 1238 erhielt Walter Comyn, Lord of Badenoch und iure uxoris auch Earl of Menteith vom Bischof von Dunblane die Erlaubnis, auf der größten Insel im See ein Kloster zu errichten. Dazu wurde ein Teil der Einkünfte aus den Gemeinden Leny, Inchmahome, Kilmadock und Linlathan verwendet, die entsprechenden Ländereien wurden dem neuen Kloster zugesprochen. Der Grund für diese Bitte sowie der nachfolgende Bau lag in der Nähe des Wohnsitzes der Lords of Badenoch, die bereits zu dieser Zeit auf der Nachbarinsel Inchtalla eine Residenz besaßen.
Bei der Vergabe des Klosters wurde gegen einen weltabgewandten mönchischen Orden entschieden. Mit der Wahl der als offenherzig bekannten Augustinischen Kanoniker, die als Black Canons bereits seit 1120 in Schottland ansässig waren, erhoffte sich Walter Comyn eine Ergänzung des religiösen Lebens in diesem Bezirk. Zugleich wurde mit dieser Entscheidung dem möglichen Machtstreben des Klostervorstehers vorgebeugt; trotz großen Grundbesitzes wurde keine Abtei, sondern nur eine Priorei eingerichtet.
Adam, der erste belegte Prior, schwor seinen Treueeid jedoch gegenüber dem englischen König Eduard I., „Schottenhammer“ im Jahr 1296. Erst drei Besuche des schottischen Königs Robert the Bruce in den Jahren 1306, 1308 und 1310 konnten, zusammen mit entsprechenden Vergünstigungen, diese Treue nach Schottland lenken. Auch der spätere König Robert II. stattete dem Kloster im Jahr 1358 einen Besuch ab und machte dabei entsprechende Zusagen.
1508 wurde ein erfolgloser Versuch unternommen, die inzwischen reich gewordene Priorei dem Königlichen Kapitel in Stirling zuzuschlagen. Ein weiterer Versuch, sie im Jahr 1536 mit der Abtei in Jedburgh zu vereinen, scheiterte am Widerstand von Robert Erskine (Sohn des John Erskine, 5. Lord Erskine und zu dieser Zeit im Besitz der Komturei von Inchmahome Priory).
1547 wurde Königin Maria nach der für Schottland verlorenen Schlacht bei Pinkie Cleugh zusammen mit ihrer Mutter Marie de Guise kurzfristig in Inchmahome Priory in Sicherheit gebracht. Es wird zwar behauptet, dass Maria dort mit ihren Studien begonnen habe und sich für Landschaftsgärtnerei interessierte, aber ihr Kleinkindalter sowie eine Aufenthaltsdauer von nur drei Wochen machen diese Aussagen unglaubwürdig.
Mit der Reformation im Jahr 1560 kam das Ende für Inchmahome Priory. Die langsam verfallende Anlage wurde, zusammen mit den Ländereien um die Abteien von Dryburgh und Cambuskenneth, im Jahr 1604 vom König an John Erskine, 19. Earl of Mar überschrieben. Im Besitz der Familie Erskine blieb sie bis zum Ende des 17. Jahrhunderts, dann ging sie in das Eigentum des Marquis of Montrose über. James Graham, 6. Duke of Montrose übergab die Anlage 1926 in staatliche Aufsicht.

## Architektur
Inchmahome Priory entspricht in seinem Grundriss anderen Klöstern dieser Zeit. Die im Norden der Anlage gelegene Kirche ist fast 50 Meter lang, aber auffallenderweise nicht einmal 10 Meter breit. An diese sind die Sakristei, der Glockenturm und ein nördliches Seitenschiff angebaut.
Südlich der Kirche liegt der Kreuzgang, an diesen angebaut sind östlich der Kapitelsaal, südöstlich das Refektorium und im Süden das Dormitorium. Mehrere Treppen weisen auf Räumlichkeiten im Obergeschoss hin.

## Die Anlage heute
Die Überreste von Inchmahome Priory reichen von Fundamentspuren bis hin zu doppelt mannshoch erhaltenen Mauerresten. Feine Steinmetzarbeiten in der Kirche, an der Südseite des Kreuzganges und im Kapitelsaal bezeugen den einstigen Reichtum der Priorei. Das heute am besten erhaltene Gebäude ist der Kapitelsaal, er wurde jedoch restauriert und erhielt ein neues Dach.
Inchmahome Priory ist als Scheduled Monument denkmalgeschützt. Die Anlage kann nur in den Sommermonaten von April bis Oktober besucht werden. Der Zugang zur Insel erfolgt per Boot, welches vom Anleger Menteith aus verkehrt.
2007 wurden die Außenanlagen in das Inventory of Gardens and Designed Landscapes in Scotland aufgenommen.